# Добра (Алба)
Добра (рум. Dobra) — село у повіті Алба в Румунії. Входить до складу комуни Шугаг.
Село розташоване на відстані 242 км на північний захід від Бухареста, 34 км на південь від Алба-Юлії, 112 км на південь від Клуж-Напоки.

## Населення
За даними перепису населення 2002 року у селі проживали 525 осіб.
Національний склад населення села:
| Національність | Кількість осіб | Відсоток |
| -------------- | -------------- | -------- |
| румуни         | 517            | 98,5%    |
| угорці         | 8              | 1,5%     |

Рідною мовою назвали:
| Мова      | Кількість осіб | Відсоток |
| --------- | -------------- | -------- |
| румунська | 517            | 98,5%    |
| угорська  | 8              | 1,5%     |